# Umajja Ibn Abd Szams
Umajja Ibn Abd Szams (arab. ‏أمية بن عبد شمس‎; ur. ok. 515 w Mekce, zm. ?) – protoplasta Umajjadów i kaid Mekkańczyków.

## Biografia
Umajja urodził i wychowywał się w Mekce. Jego ojciec był ówczesnym kaidem Mekkańczyków, czyli wodzem plemienia. Umajja przejął stanowisko po ojcu.
W wyniku rywalizacji ze swoim kuzynem, Haszimom, Umajja i Abd Szams zostali wygnani z Mekki do Lewantu. Tam jego rodzina i potomstwo osiedlili się, a sam Umajja zarabiał na życie jako kupiec.